# Вальтопина
Вальтопина (итал. Valtopina) — коммуна в Италии, располагается в области Умбрия, в провинции Перуджа.
Население составляет 1454 человека (2008 г.), плотность населения составляет 36 чел./км². Занимает площадь 41 км². Почтовый индекс — 6030. Телефонный код — 0742.
Покровителем населённого пункта считается святой Бернардин Сиенский.

## Демография
Динамика населения:

## Администрация коммуны
- Официальный сайт: http://www.comune.valtopina.pg.it/